# Wetonka
Wetonka est une municipalité américaine située dans le comté de McPherson, dans l'État du Dakota du Sud.
La localité est fondée en 1906. Wetonka est un mot sioux qui signifie « grand soleil » ou « pleine lune ».

## Démographie
| 1920 | 1930 | 1940 | 1950 | 1960 | 1970 |
| ---- | ---- | ---- | ---- | ---- | ---- |
| 164  | 111  | 109  | 115  | 46   | 31   |

| 1980 | 1990 | 2000 | 2010 | - | - |
| ---- | ---- | ---- | ---- | - | - |
| 22   | 12   | 12   | 8    | - | - |

Selon le recensement de 2010, Wetonka compte 8 habitants. La municipalité s'étend sur 0,25 milles carrés (0,65 km2).